# Gratiola officinalis
La graziella (Gratiola officinalis L., 1753) è una delicata pianta appartenente alla famiglia delle Plantaginaceae.

## Etimologia
Il nome generico (gratiola) deriva dalla parola latina "gratia" (= gradevolezza, piacevolezza, amabilità) con riferimento alle qualità medicinali delle piante di questo genere. L'epiteto specifico (officinalis) indica una pianta curativa o supposta medicinale.
Il nome scientifico della specie è stato definito da Linneo (1707 – 1778), conosciuto anche come Carl von Linné, biologo e scrittore svedese considerato il padre della moderna classificazione scientifica degli organismi viventi, nella pubblicazione "Species Plantarum - 1: 17" del 1753.

## Descrizione
Queste piante arrivano ad una altezza di 3 - 5 dm. La forma biologica è emicriptofita scaposa (H scap), ossia in generale sono piante erbacee, a ciclo biologico perenne, con gemme svernanti al livello del suolo e protette dalla lettiera o dalla neve e sono dotate di un asse fiorale eretto e spesso privo di foglie. In genere tutta la pianta di questa specie è glabra.

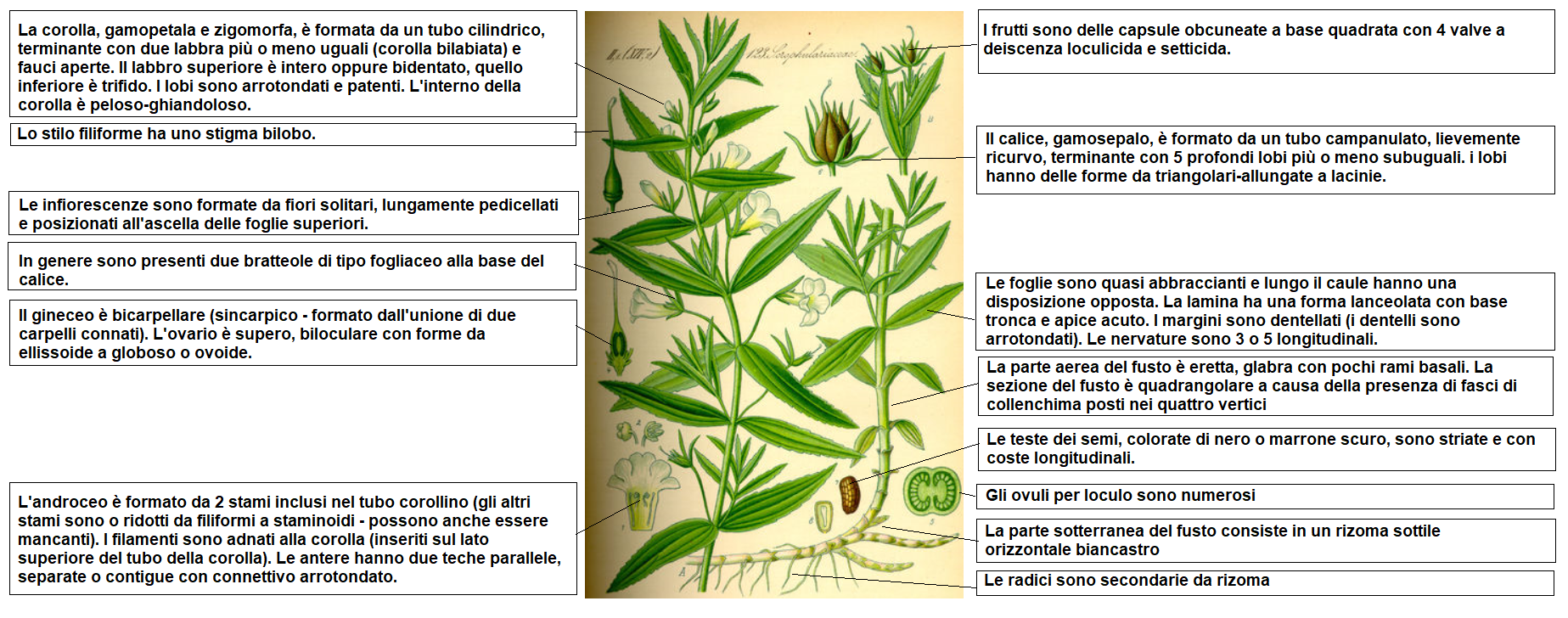
Descrizione delle parti della pianta

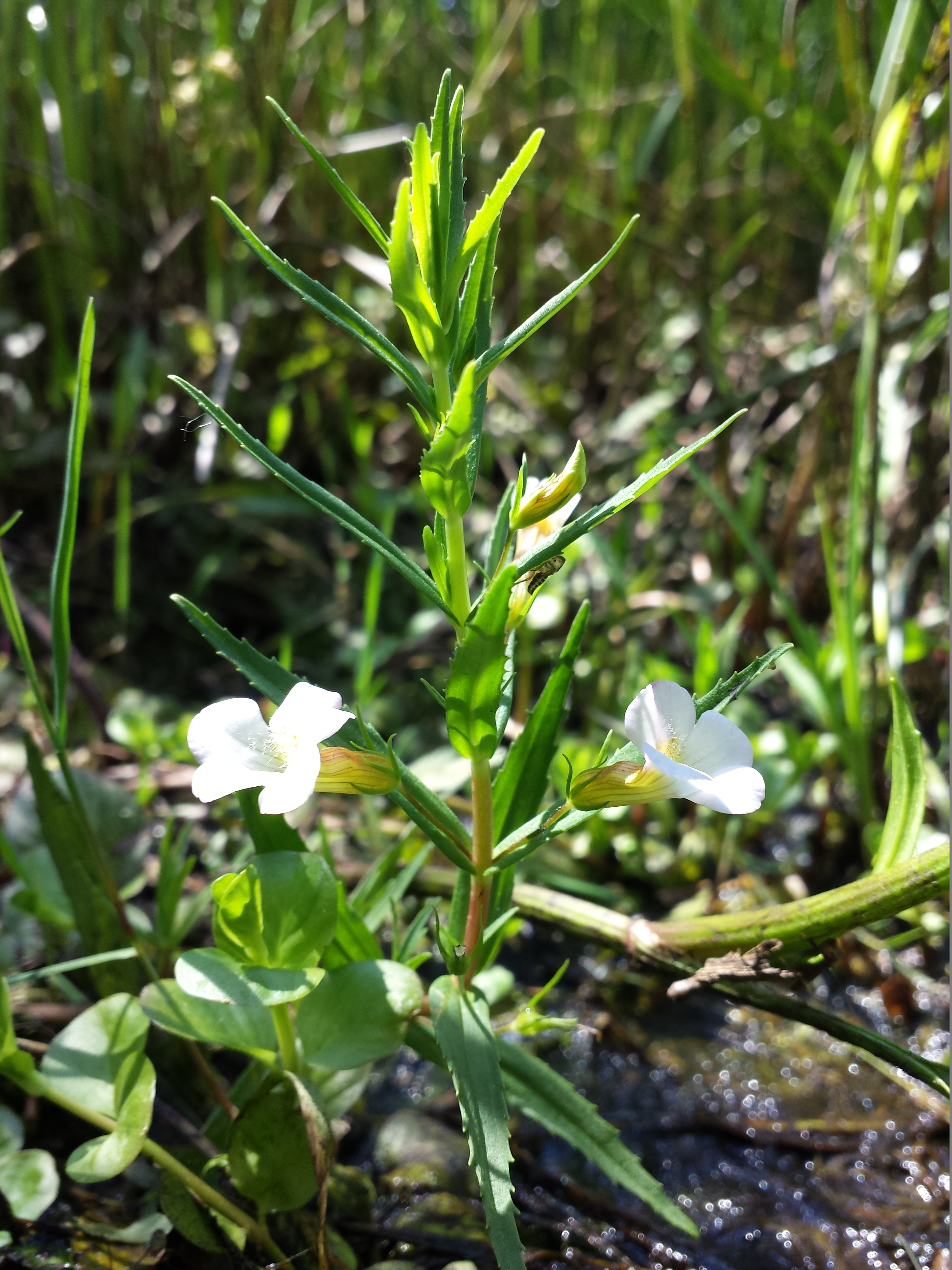
Il portamento

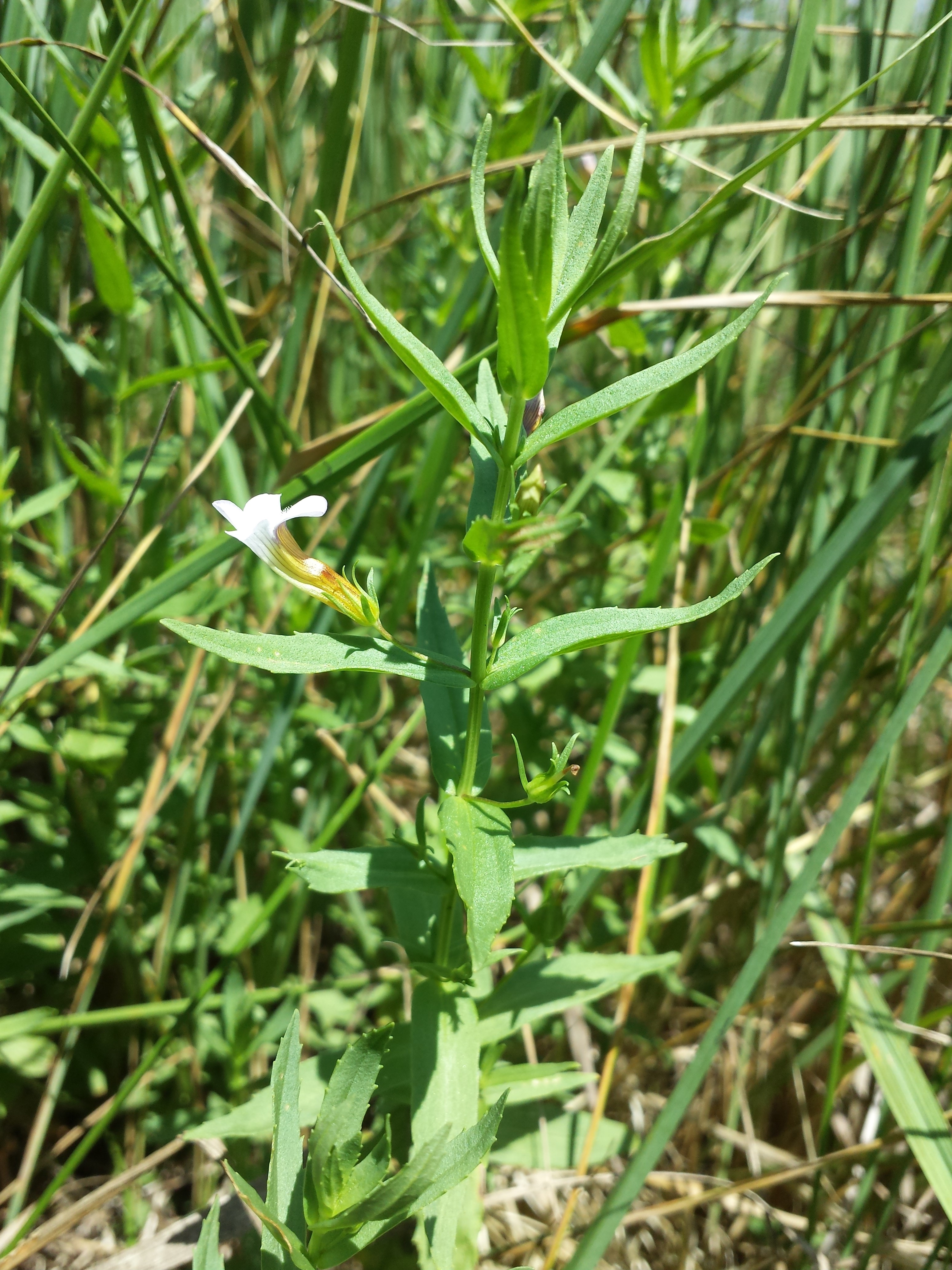
Le foglie

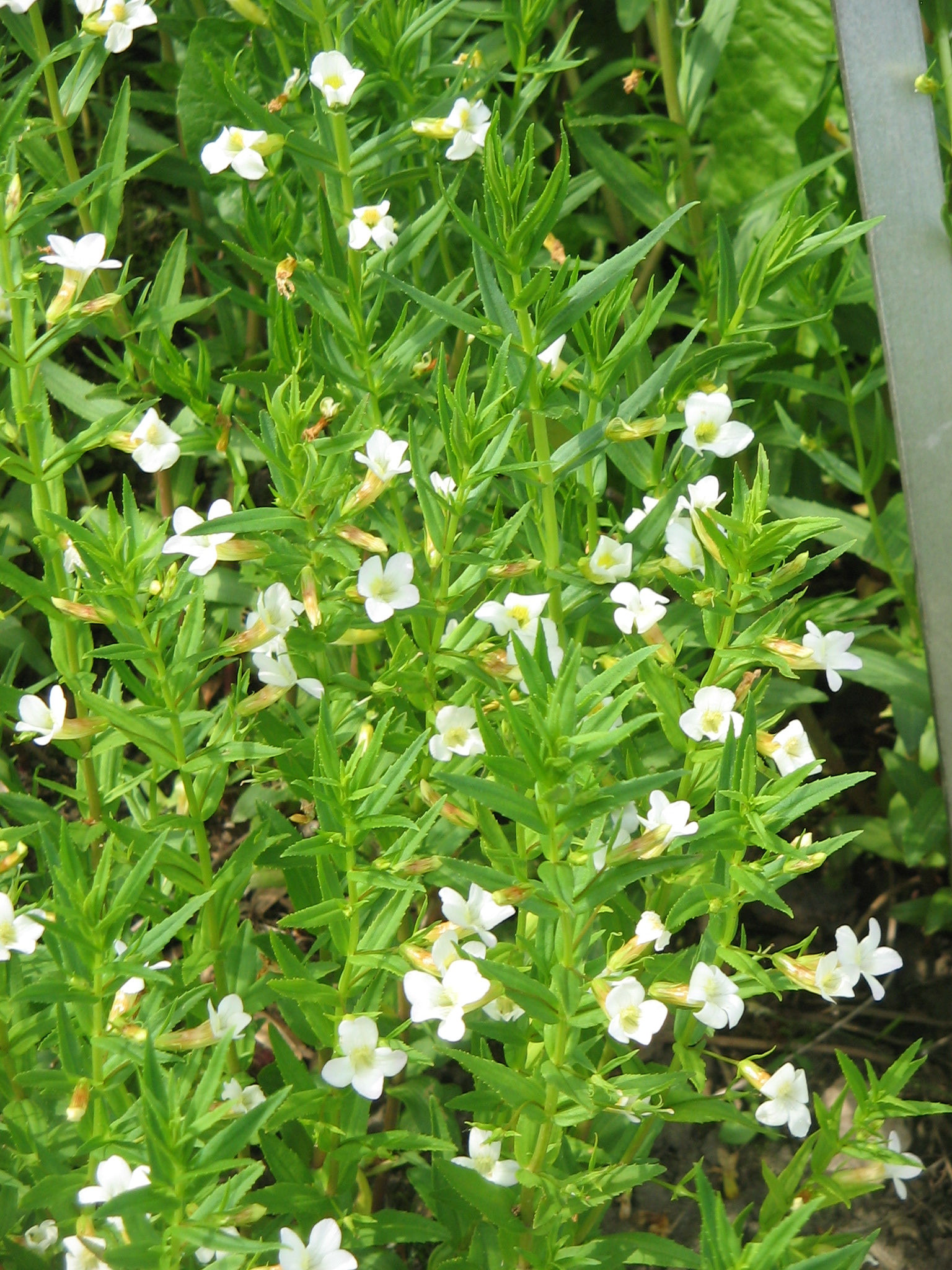
Infiorescenza

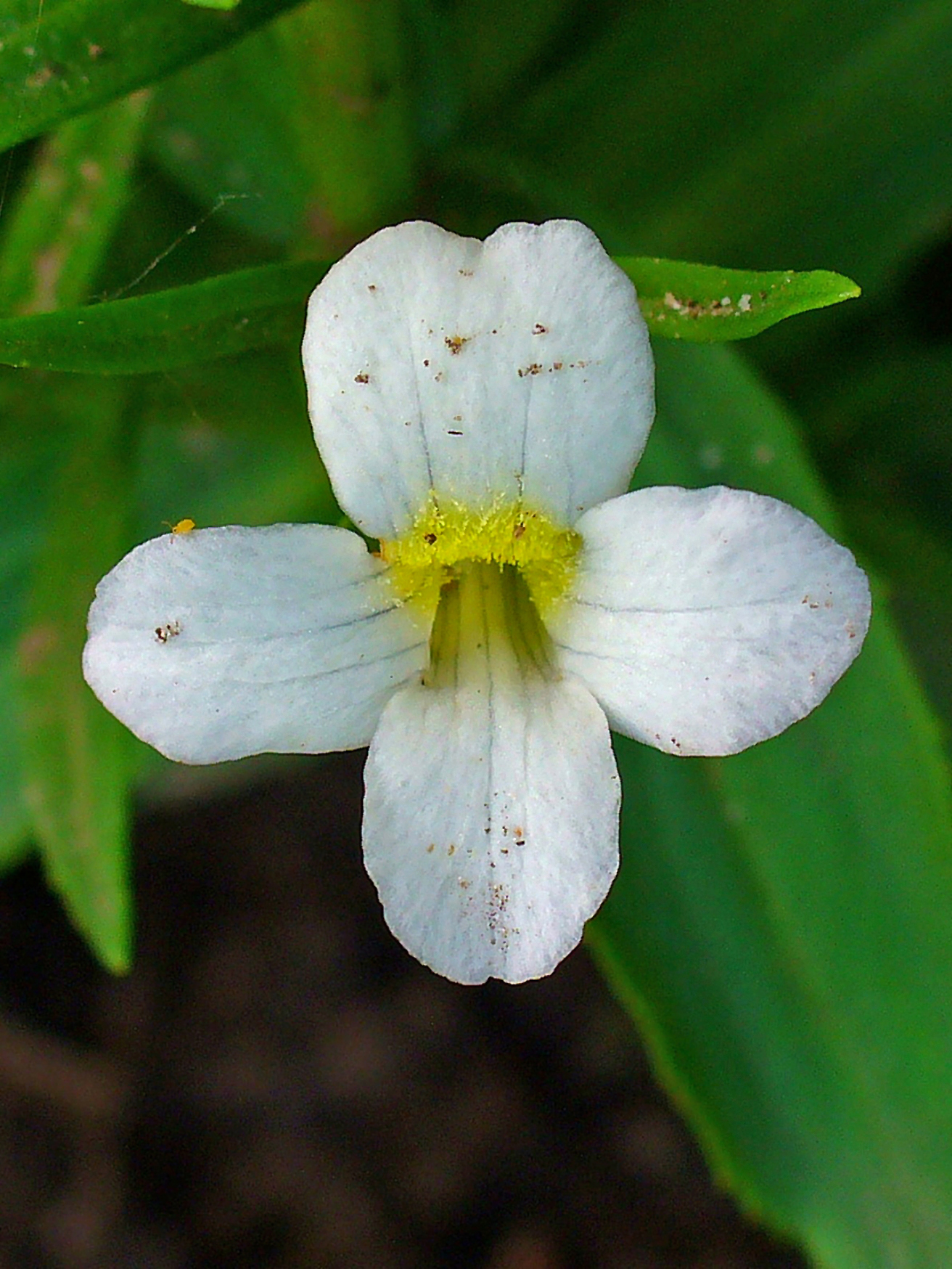
I fiori

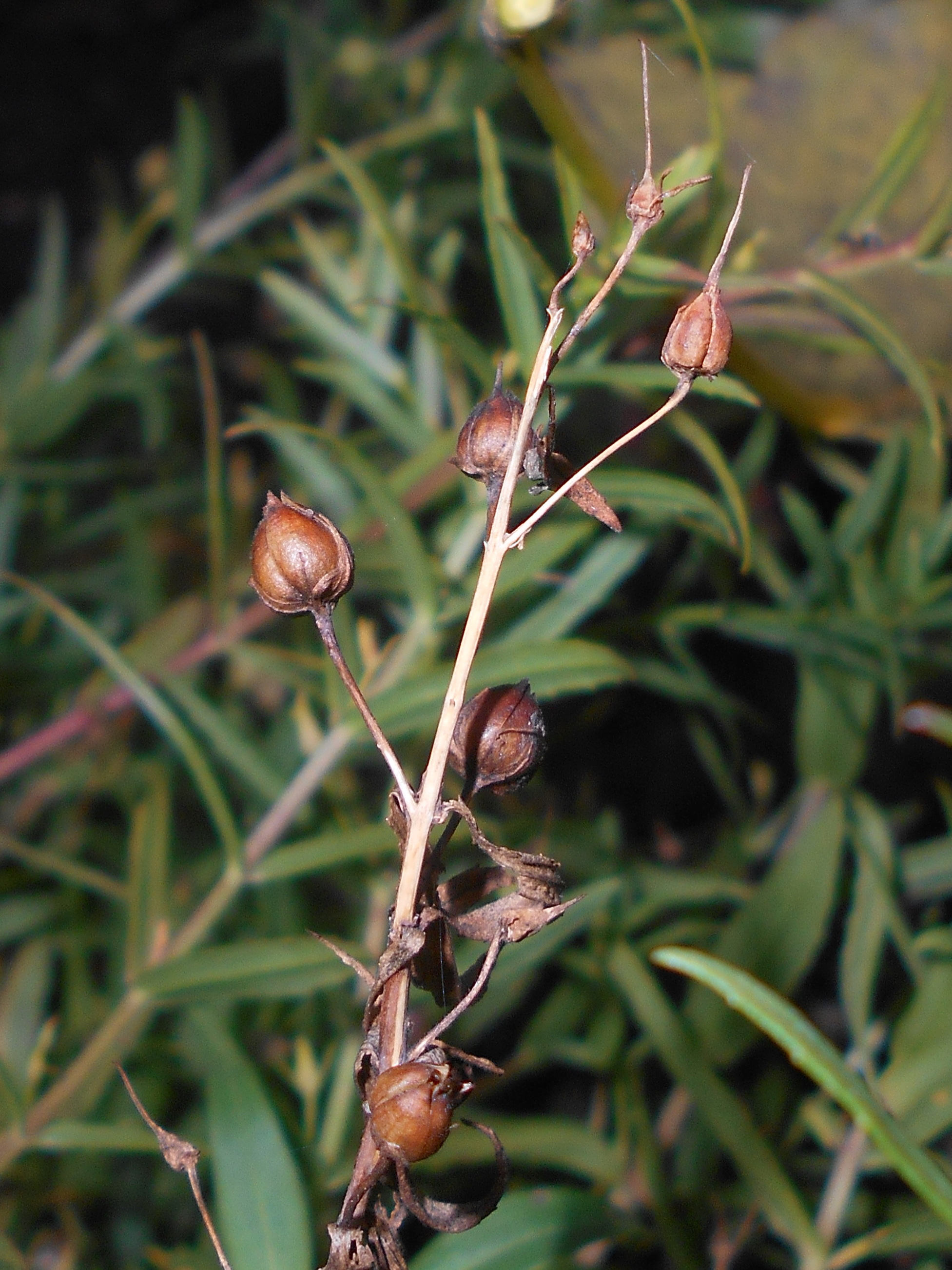
I frutti

### Radici
Le radici sono secondarie da rizoma.

### Fusto
- Parte ipogea: la parte sotterranea del fusto consiste in un rizoma sottile orizzontale biancastro.
- Parte epigea: la parte aerea del fusto è eretta, glabra con pochi rami basali. La sezione del fusto è quadrangolare a causa della presenza di fasci di collenchima posti nei quattro vertici (fusti fistolosi).

### Foglie
Le foglie sono quasi abbraccianti (o hanno un breve picciolo) e lungo il caule hanno una disposizione opposta. La lamina ha una forma lanceolata con base tronca e apice acuto. I margini sono dentellati (i dentelli sono arrotondati). Le nervature sono 3 o 5 longitudinali. Lunghezza del picciolo: 2 – 3 mm. Dimensione delle foglie: larghezza 7 – 15 mm; lunghezza 20 – 40 mm.

### Infiorescenza
Le infiorescenze sono formate da fiori solitari, lungamente pedicellati e posizionati all'ascella delle foglie superiori. In genere sono presenti due bratteole di tipo fogliaceo alla base del calice. Lunghezza del fiore: 12 – 18 mm.

### Fiore
- Formula fiorale: per la famiglia di queste piante viene indicata la seguente formula fiorale:

X o * K (4-5), [C (4) o (2+3), A 2+2 o 2], G (2), capsula.
- Il calice, gamosepalo, è formato da un tubo campanulato, lievemente ricurvo, terminante con 5 profondi lobi più o meno subuguali. I lobi hanno delle forme da triangolari-allungate a lacinie. Lunghezza del calice 3 mm.
- La corolla, gamopetala e zigomorfa, è formata da un tubo cilindrico, terminante con due labbra più o meno uguali (corolla bilabiata) e fauci aperte. Il labbro superiore è intero oppure bidentato, quello inferiore è trifido. I lobi sono arrotondati e patenti. L'interno della corolla è peloso-ghiandoloso. Il colore della corolla è violetto alle fauci e violetto pallido sul tubo. Lunghezza della corolla: 12 – 16 mm.
- L'androceo è formato da 2 stami inclusi nel tubo corollino (gli altri stami sono o ridotti da filiformi a staminoidi - possono anche essere mancanti). I filamenti sono adnati alla corolla (inseriti sul lato superiore del tubo della corolla). Le antere hanno due teche parallele, separate o contigue con connettivo arrotondato.
- Il gineceo è bicarpellare (sincarpico - formato dall'unione di due carpelli connati). L'ovario è supero, biloculare con forme da ellissoidi a globose o ovoidi. Gli ovuli per loculo sono numerosi, hanno un solo tegumento e sono tenuinucellati (con la nocella, stadio primordiale dell'ovulo, ridotta a poche cellule).[17]. Lo stilo filiforme ha uno stigma bilobo. Il disco nettarifero è presente.
- Fioritura: da giugno a agosto.

### Frutti
I frutti sono delle capsule obcuneate a base quadrata con 4 valve a deiscenza loculicida e setticida. Le teste dei semi, colorate di nero o marrone scuro, sono striate e con coste longitudinali. Dimensione dei frutti: 3 x 4 mm.

## Biologia
Le specie di questo raggruppamento si riproducono per impollinazione tramite insetti quali imenotteri, lepidotteri o ditteri (impollinazione entomogama) o tramite il vento (impollinazione anemogama)..
La dispersione dei semi avviene inizialmente a causa del vento (dispersione anemocora); una volta caduti a terra sono dispersi soprattutto da insetti tipo formiche (mirmecoria).

## Distribuzione e habitat

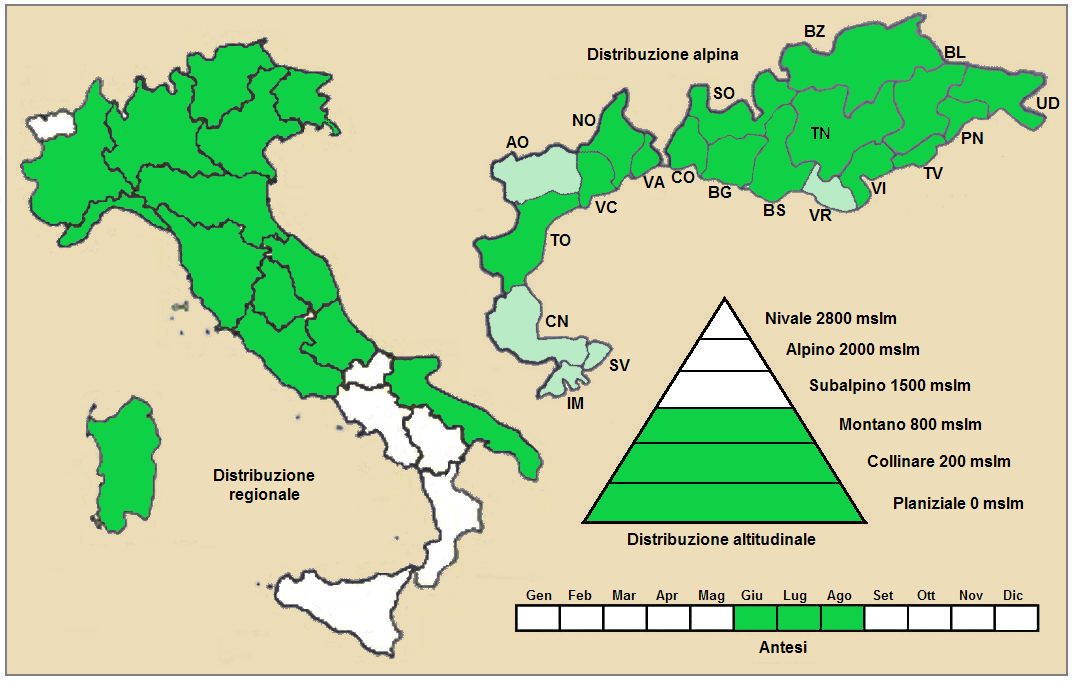
Distribuzione della pianta
(Distribuzione regionale – Distribuzione alpina)

- Geoelemento: il tipo corologico (area di origine) è Circumboreale o anche Eurasiatico
- Distribuzione: in Italia è una specie comune (al Nord e al Centro). È assente in Sicilia. Nelle Alpi è ovunque presente (un po' meno a occidente). Fuori dall'Italia, sempre nelle Alpi, questa specie si trova in Francia (dipartimenti di Hautes-Alpes, Alpes-Maritimes, Drôme, Isère e Savoia), in Svizzera (cantoni Ticino e Grigioni), in Austria (Länder del Tirolo Settentrionale, Carinzia, Stiria e Austria Inferiore) e in Slovenia. Sugli altri rilievi europei collegati alle Alpi si trova nel Massiccio del Giura, Massiccio Centrale, Pirenei, Alpi Dinariche, Monti Balcani e Carpazi. Nel resto dell'Europa si trova dalla Penisola Iberica alla Russia (escluse le isole Britanniche e la Scandinavia e la Russia settentrionale). Si trova anche in Anatolia[20] e in Asia.[15]
- Habitat: l'habitat tipico per questa specie sono i prati umidi e le paludi, ma anche le rive dei corsi d'acqua. Il substrato preferito è calcareo ma anche siliceo con pH neutro, medi valori nutrizionali del terreno che deve essere bagnato.
- Distribuzione altitudinale: sui rilievi queste piante si possono trovare fino a 800 m s.l.m. (massimo 1470 m s.l.m.); frequentano quindi i seguenti piani vegetazionali: collinare e montano (oltre a quello planiziale – a livello del mare).

### Fitosociologia
Dal punto di vista fitosociologico alpino Gratiola officinalis appartiene alla seguente comunità vegetale:
- Formazione: delle comunità delle macro- e delle megaforbie terrestri 
  - Classe: Molinio-Arrhenatheretea
    - Ordine: Molinietalia caeruleae
      - Alleanza: Cnidion dubii

## Tassonomia
La famiglia Plantaginaceae comprende 12 tribù, 105 generi e oltre 1 800 specie.
Storicamente questa specie ha fatto parte della famiglia Scrophulariaceae (secondo la classificazione di Cronquist). In seguito è stata descritta anche all'interno della famiglia Veronicaceae. Attualmente la classificazione APG) la assegna alla famiglia delle Plantaginaceae, tribù Gratioleae Benth..
Il numero cromosomico di G. officinalis è: 2n = 32.

### Filogenesi
Recenti studi di tipo filogenetico sul DNA delle specie del genere Gratiola hanno individuato quattro cladi principali. La specie di questa voce è descritta all'interno del quarto clade denominato "Gratiola" e insieme alla specie Gratiola linifolia Vahl forma il subclade "Gratiola officinalis" a distribuzione eurasiatica. Tuttavia il raggruppamento G. officinalis - G. linifolia è provvisorio e si basa più che altro sulla loro generale somiglianza morfologica (nella ricerca citata la specie di questa voce non è pienamente supportata dalle analisi filogenetiche del DNA).

### Sinonimi
Questa entità ha avuto nel tempo diverse nomenclature. L'elenco seguente indica alcuni tra i sinonimi più frequenti:
- Gratiola angustifolia Gilib.
- Gratiola linifolia var. angustifolia  (Lange) Franco
- Gratiola linifolia var. lusitanica  Amo
- Gratiola meonantha  Samp.
- Gratiola officinalis var. angustifolia  Lange
- Gratiola officinalis f. angustifolia  (Lange) Cout.
- Gratiola officinalis subsp. broteri  Nyman
- Gratiola officinalis var. catalaunica  Sennen & Pau
- Gratiola officinalis f. meonantha  (Samp.) Cout.

## Altre notizie
La graziola officinale in altre lingue è chiamata nei seguenti modi:
- (DE)  Gottesgnadenkraut
- (FR)  Gratiole officinale
- (EN)  Hedge-hyssop